# Nektariusz z Optiny
Nektariusz z Optiny (Нектарий Оптинский, imię świeckie: Nikołaj Wasiljewicz Tichonow; ur. 1853 w Jelcu, zm. 12 maja 1928 w Chołmiszczach) – ostatni ze świętych starców Pustelni Optyńskiej, święty mnich prawosławny.

## Życiorys
Urodził się w ubogiej rodzinie, wcześniej stracił ojca, zaś będąc młodym mężczyzną - również matkę. Pracował jako robotnik fizyczny, był również człowiekiem głęboko religijnym. Po kilku latach pracy udał się do Pustelni Optyńskiej, gdzie spotkał się z otoczonym powszechnym szacunkiem starcem Ambrożym. Po tej rozmowie zdecydował się na pozostanie w monasterze jako posłusznik. Jego duchowym opiekunem został przyszły święty prawosławny starzec Anatol, jednak pozostawał również w bliskim kontakcie ze schimnichem Ambrożym.
Jako posłusznik Nikołaj Tichonow żył niemal w całkowitym odosobnieniu, wychodząc jedynie na spotkania ze starcami i na nabożeństwo. Śluby zakonne z imieniem Nektariusz złożył 14 marca 1887, zaś 19 stycznia 1894 został hierodiakonem. Święcenia kapłańskie przyjął cztery lata później. Po złożeniu wieczystych ślubów mniszych miał otrzymać dar czynienia cudów, który jednak ukrywał przed innymi mnichami. W 1912 wspólnota optyńska ogłosiła go świętym starcem, przeciwko czemu protestował, twierdząc, że nie jest godny podjęcia się opieki duchowej nad innymi osobami. Ostatecznie jednak zgodził się i pełnił obowiązki starca do 1923, kiedy monaster został zamknięty przez władze radzieckie. Mnich Nektariusz, który miał przewidzieć rewolucję październikową, trafił do więzienia. Po zwolnieniu mieszkał we wsi Chołmiszczi aż do swojej śmierci w 1928. Mimo zakazów władz nadal prowadził swoją dotychczasową działalność i był otoczony powszechnym szacunkiem.
6 czerwca 1988 został kanonizowany przez Sobór Biskupów Rosyjskiego Kościoła Prawosławnego. Kościół ten podał, że jego ciało nie uległo po śmierci rozkładowi.